# Carlos Ruiz del Castillo
Carlos Ruiz del Castillo y Catalán de Ocón (San Sebastián, 1 de abril de 1896-Madrid, 30 de enero de 1984) fue un jurista, catedrático universitario y político español.

## Biografía
Nació el 1 de abril de 1896 en San Sebastián (Guipúzcoa) En la década de 1910 fue discípulo del pensador carlista Salvador Minguijón. Se doctoró en derecho hacia 1920.
Miembro del Partido Social Popular, se convertiría en catedrático de derecho político de la Universidad de Santiago de Compostela. Durante la dictadura de Primo de Rivera sería también diputado provincial de La Coruña. Fue el encargado de la organización de la Confederación Española de Derechas Autónomas por el territorio gallego durante la Segunda República Española así como una figura destacada de la Unión Regional de Derechas. Contrario a la Constitución de 1931, que creía que no se ajustaba al genio nacional, defendió la idea de Estado corporativo. Fue miembro del Tribunal de Garantías Constitucionales en representación de las facultades de derecho. Colaborador en la revista Acción Española, fue uno de los firmantes en diciembre de 1934 del manifiesto fundacional del Bloque Nacional de José Calvo Sotelo. Encarcelado durante la guerra civil española, consiguió huir a la zona sublevada.
Durante la dictadura franquista desempeñó los cargos de rector de la Universidad de Santiago de Compostela (1939-1942) y de director del Instituto de Estudios de Administración Local (desde 1940). En 1947 ingresó como miembro numerario de la Real Academia de Ciencias Morales y Políticas bajo la presidencia de la academia de Antonio Goicoechea. Fue también procurador en las Cortes franquistas (1951). En 1962 reemplazó a Wenceslao González Oliveros como presidente del Consejo Nacional de Educación. Fue cesado del cargo en julio de 1968 y reemplazado por Enrique Gutiérrez Ríos.
Falleció el 30 de enero de 1984 en Madrid.